# بورس بلگراد
بورس بلگراد (صربی: Београдска берза) بازار بورس اوراق بهادار صربستان است، که در سال ۱۸۹۴ تأسیس شد.